# Вольфрум, Вальтер
Вальтер Вольфрум (нем. Walter Wolfrum; 23 мая 1923 — 26 августа 2010) — немецкий пилот ас Люфтваффе во время Второй мировой войны. Совершил 424 боевых вылета, в которых сбил 137 самолетов противника. Проходил службу в Люфтваффе с февраля 1943 года до конца войны. После войны стал успешным каскадером, выиграв Кубок Германии в 1962 году и занимал второе место в 1961, 1963, 1964 и 1966 гг.